# 催乳素瘤
催乳素瘤又称促乳素瘤、泌乳素瘤，是一種腦下垂體的良性肿瘤（腺瘤），产生催乳素 。它是最常見的功能性腦下垂体腫瘤。會因為產生過多的催乳素过多（ 高催乳素血症 ），或是由于肿瘤对周围组织的压力，導致症狀。 
催乳素刺激乳房製造乳液，并具有许多其他功能，例如调节情绪。催乳素水平通常在怀孕期间和分娩后较高。分娩后，母亲在停止母乳哺育几周后，催乳素水平降至正常。每次哺乳时，催乳素水平都会升高以维持母乳产量。对于男性，催乳素則负责性高潮后的性不反应期 ，过量会导致勃起功能障碍 。  
根据大小，催乳素瘤可分类为微催乳素瘤（microprolactinoma，直徑< 10 毫米）或巨催乳素瘤（macroprolactinoma，直徑> 10毫米）。

## 徵象和症状
催乳素瘤引起的症状，可分为由催乳素水平升高或腫瘤效应引起的症状。 
高催乳素血症，即催乳素水平升高，是年轻女性常见的垂体内分泌疾病；而催乳素瘤也是最常见的垂体功能性腺瘤。但高催乳素血症有许多成因，分为生理性、病理性，后者除了催乳素瘤，尚有药物、肾病、肝病、甲状腺性、肾上腺性、异源性、下丘脑-垂腺柄病灶、不明原因等等造成。
高催乳素血症引起的症状可能有： 
- 闭经 （排卵期消失）
- 溢乳 （产奶；男性不常见）
- 腋毛和阴毛脱落
- 性腺功能减退
- 男性乳房发育 （男性乳房增大）
- 勃起功能障碍 （男性）

## 诊断
對於女性不明原因乳汁分泌、不规则月经或不育 ，或是男性性功能障碍者、分泌乳汁者，可抽血檢催乳激素，如果其濃度很高，還應加驗甲状腺功能，并询问已知会增加催乳素分泌的其他状况和药物，有可能需要檢查視力（因為腦下垂體腫瘤可能壓迫視神經）。 可考慮進行磁振造影或電腦斷層掃描以檢查腦下垂體。 

## 治疗方法
治疗的目的是使催乳素分泌恢复正常，减小肿瘤大小，纠正视觉异常，并恢复正常的垂体功能。 如上所述，在诊断催乳素瘤之前应排除腫瘤加压的影响。  

### 药物治疗
正常情况下多巴胺会抑制催乳激素分泌，因此可以使用与多巴胺类似的藥物溴隐亭（bromocriptine）、卡麦角林（cabergoline）或喹高利特（quinagolide）藥物来治疗催乳素瘤，可肿瘤缩小并使大约80％的患者的催乳素水平恢复正常。溴隐亭会伴有恶心、头晕，對血压不高的病人可能造成低血压。为避免这些副作用，溴隐亭治疗應小心由低劑量开始。 
溴隐亭停药后，大多数人的催乳素水平通常会再次升高。 但是有些病人的催乳激素水平保持正常，因此医生可能建议每两年尝试减少或中止治疗。

### 手术
如果病人无法忍受药物治疗，或藥物治療未能降低催乳素水平、恢复正常生殖和垂体功能，減小肿瘤大小，则应考虑手术。 如果药物治疗有部分療效，则应继续藥物治疗，并考慮結合手术或放射治疗。 
手术的结果取决于肿瘤的大小和催乳素水平。 催乳素水平越高， 血清催乳素恢復正常的机会越小。 

## 预后
患有微催乳素瘤的人通常预后良好。 95％的病人经过4至6年的治疗后，沒有肿瘤生长的迹象。 
巨催乳素瘤通常需要更积极的治疗，否则可能会继续增长。增长率因人而異。 

### 骨质疏松症的风险
高催乳素血症可导致女性雌激素生成减少，男性睾固酮生成减少。 雖然經過治療降低催乳素後，性激素的產生可以恢復，但即使缺少雌激素／睪固酮一两年，也可能会损害骨骼强度。患者应通过饮食或补充饮食，增加运动量和钙的摄入，并避免吸烟，以減低骨质疏松症風險。 患者可能需要进行骨密度测量，以评估性激素缺乏对骨密度的影响。  

## 流行病学
大體解剖研究顯示，美国人口中有6-25％患有小的腦下垂体瘤。这些肿瘤中有40％会产生催乳激素，但大多数都没有临床現象。具有临床現象的腦下垂体腫瘤估計影响100,000人中约14人的健康。有報告指稱该肿瘤约占所有腦下垂体腺瘤的25-30％。某些产生生长激素（GH）的肿瘤也会分泌催乳素。微催乳素瘤比巨催乳素瘤更为常见。 